# Willi Horn
Willi Horn (Berlim, 17 de janeiro de 1909 — ?, 31 de maio de 1989) foi um canoísta alemão especialista em provas de velocidade.

## Carreira
Foi vencedor da medalha de prata em K-2 flexível 10000 m em Berlim 1936, junto com o colega de equipa Erich Hanisch.